# Rick Bayless
Rick Bayless (nascido em 23 de novembro de 1953)  é um chef e done de restaurante norte-americano especializado em cozinha tradicional mexicana com interpretações modernas. Ele é amplamente conhecido por sua série da PBS Mexico: One Plate at a Time. Entre seus vários prêmios estão uma estrela Michelin, o título de Top Chef Masters e sete prêmios James Beard.

## Infância e educação
Bayles nasceu em Oklahoma City, Oklahoma, em uma família de donos de restaurantes e mercearias especializados em churrasco local. Ele é o irmão mais novo do jornalista esportivo e personalidade da televisão Skip Bayless. Tendo iniciado seu treinamento culinário na juventude, Bayless ampliou seus interesses para incluir a culinária mexicana regional como estudante de graduação em cultura espanhola e latino-americana. Depois de terminar sua graduação na Universidade de Oklahoma, ele obteve seu mestrado em lingüística na Universidade de Michigan.  Ele quase completou um PhD em lingüística antropológica em Michigan quando decidiu deixar seus estudos para se concentrar em sua nascente carreira culinária.  Enquanto estava em Michigan, ele conheceu sua futura esposa e frequente colaboradora culinária, Deann. 

### Chef e dono de restaurante
Antes de abrir seu restaurante, Bayless começou sua carreira como chef profissional em 1980 como chef executivo do Lopez y Gonzalez em Cleveland Heights, Ohio. Em 1987, Bayless e sua esposa Deann abriram o Frontera Grill em Chicago, especializado em culinária regional mexicana contemporânea, com especial destaque para as variadas culinárias da região de Oaxaca. Em 1989, Rick e Deann abriram o Topolobampo, um dos primeiros restaurantes mexicanos sofisticados de Chicago.  Desde 2019, Topolobampo tem uma estrela Michelin.
Bayless foi chef convidado para o jantar de estado na Casa Branca em 19 de maio de 2010 em homenagem ao presidente mexicano Felipe Calderón e sua esposa Margarita Zavala.   